# Грабовская, Мария Михайловна
Мария Михайловна Грабовская (Щербина; род. 14 октября 1980 года в Харькове) — украинская русскоязычная поэтесса. Член Национального союза писателей Украины (2004).

## Биография
Мария Грабовская родилась 14 октября 1980 года в Харькове. С 10 лет занималась в литературной студии им. П. Тычины. В 2002 году окончила факультет прикладной математики и менеджмента Харьковского национального университета радиоэлектроники. Кандидат философских наук. Доцент Харьковского медицинского университета.
Пишет на русском языке. Автор сборников стихов: «Я твоя боль» (1998), «После и вовремя» (2001), «Троеночие» (2008), подборок во многих коллективных сборниках. Творчество Грабовской — сочетание философии мировосприятия, мифотворчества и глубокой лирики. Её стихам присущи живописная образность, пронизанная культурными реалиями, своеобразный симфонизм, осведомлённость в мире литературных, культурных и философских традициях, искренность чувств.
Грабовская — многократный лауреат региональных поэтических конкурсов и фестивалей, победитель харьковского областного конкурса «Молодёжный лидер года», трижды стипендиат Харьковского областного фонда поддержки молодых дарований (1999, 2001, 2004), лауреат Всеукраинского конкурса-смотра «Новые имена Украины» в номинации «Поэзия». Лауреат премии Б. Слуцкого за книгу «Троеночие». Член жюри ежегодного поэтического конкурса "Молода Слобожанщина".
Помимо поэзии и преподавания занимается дизайном бисерных украшений с полудрагоценными камнями, победительница многих всеукраинских и зарубежных выставок, в частности  дортмундской дизайнерской выставки Creativa-2012 и международной Fairy beads-2013 (3 место после японских мастериц). https://www.mediaport.ua/harkovchanka-volshebnica Архивная копия от 11 апреля 2021 на Wayback Machine https://www.lokalkompass.de/dortmund-city/c-ratgeber/creativa-praesentiert-perlen-kunst_a145028 Архивная копия от 11 апреля 2021 на Wayback Machine